# Fußball-Weltmeisterschaft 1994/Kolumbien
Dieser Artikel behandelt die kolumbianische Fußballnationalmannschaft bei der Fußball-Weltmeisterschaft 1994.

## Qualifikation
| Kolumbien   | – | Paraguay    | 0:0 |                                                    |
| Peru        | – | Kolumbien   | 0:1 | Rincón 45'                                         |
| Kolumbien   | – | Argentinien | 2:1 | Valenciano 2', Valencia 52' / Medina Bello 87'     |
| Paraguay    | – | Kolumbien   | 1:1 | Rivarola 54' / Rincón 22'                          |
| Kolumbien   | – | Peru        | 4:0 | Valenciano 30', Rincón 45', Mendoza 66', Pérez 76' |
| Argentinien | – | Kolumbien   | 0:5 | Rincón 41' 74', Asprilla 50', 75', Valencia 85'    |

## Kolumbianisches Aufgebot
| Nr.               | Name               | Verein vor WM-Beginn | Geburtstag | Spiele   | Tore     | Gelbe Karte | Rote Karte |
| Torhüter          | Torhüter           | Torhüter             | Torhüter   | Torhüter | Torhüter | Torhüter    | Torhüter   |
| ----------------- | ------------------ | -------------------- | ---------- | -------- | -------- | ----------- | ---------- |
| 1                 | Óscar Córdoba      | América de Cali      | 02.03.1970 | 3        | 0        | 0           | 0          |
| 12                | Faryd Mondragón    | Argentinos Juniors   | 21.06.1971 | 0        | 0        | 0           | 0          |
| 22                | José María Pazo    | Atlético Junior      | 04.04.1964 | 0        | 0        | 0           | 0          |
| Abwehrspieler     |                    |                      |            |          |          |             |            |
| 2                 | Andrés Escobar     | Atlético Nacional    | 13.03.1967 | 3        | 0        | 0           | 0          |
| 3                 | Alexis Mendoza     | Atlético Junior      | 08.11.1961 | 1        | 0        | 0           | 0          |
| 4                 | Luis Herrera       | Atlético Nacional    | 12.06.1962 | 3        | 0        | 1           | 0          |
| 13                | Néstor Ortiz       | Once Caldas          | 20.09.1968 | 0        | 0        | 0           | 0          |
| 15                | Luis Carlos Perea  | Atlético Junior      | 29.12.1963 | 2        | 0        | 0           | 0          |
| 18                | Óscar Cortés       | Millonarios FC       | 31.12.1970 | 0        | 0        | 0           | 0          |
| 20                | Wilson Pérez       | América de Cali      | 09.08.1967 | 3        | 0        | 0           | 0          |
| Mittelfeldspieler |                    |                      |            |          |          |             |            |
| 5                 | Hernán Gaviria     | Atlético Nacional    | 27.11.1969 | 2        | 1        | 1           | 0          |
| 6                 | Gabriel Gómez      | Atlético Nacional    | 08.12.1959 | 1        | 0        | 0           | 0          |
| 8                 | Harold Lozano      | América de Cali      | 30.03.1972 | 1        | 1        | 0           | 0          |
| 10                | Carlos Valderrama  | Atlético Junior      | 02.09.1961 | 3        | 0        | 2           | 0          |
| 14                | Leonel Álvarez     | América de Cali      | 29.07.1965 | 3        | 0        | 2           | 0          |
| 17                | Mauricio Serna     | Atlético Nacional    | 22.01.1968 | 0        | 0        | 0           | 0          |
| 19                | Freddy Rincón      | Palmeiras São Paulo  | 14.08.1966 | 3        | 0        | 0           | 0          |
| Stürmer           |                    |                      |            |          |          |             |            |
| 7                 | Antony de Ávila    | América de Cali      | 21.12.1962 | 2        | 0        | 1           | 0          |
| 9                 | Iván Valenciano    | Atlético Junior      | 18.03.1972 | 1        | 0        | 0           | 0          |
| 11                | Adolfo Valencia    | FC Bayern München    | 06.02.1968 | 3        | 2        | 0           | 0          |
| 16                | Víctor Aristizábal | Atlético Nacional    | 09.12.1971 | 0        | 0        | 0           | 0          |
| 21                | Faustino Asprilla  | AC Parma             | 10.11.1969 | 3        | 0        | 0           | 0          |
| Trainer           |                    |                      |            |          |          |             |            |
|                   | Francisco Maturana |                      | 15.02.1949 |          |          |             |            |

## Spiele
Kolumbien spielte in der Gruppe A gegen Rumänien, die USA und die Schweiz. Das 1. Spiel gegen Rumänien am 18. Juni 1994 in Los Angeles verlor Kolumbien mit 1:3 (Tor: Adolfo Valencia). Das 2. Spiel gegen die USA am  22. Juni 1994 in Los Angeles verlor Kolumbien mit 1:2 (Tor: Adolfo Valencia). Das erste Tor für die USA erzielte Andrés Escobar durch ein Eigentor. Das 3. Spiel gegen die Schweiz am  26. Juni 1994 in San Francisco gewann Kolumbien mit 2:0 durch Tore von Hernán Gaviria und Harold Lozano. Mit 3 Punkten schied Kolumbien als Tabellenletzter schon nach der Vorrunde aus.

## Ermordung Andrés Escobars
Ein tragisches Nachspiel hatte die Weltmeisterschaft für die Kolumbianer, als der Verteidiger und Eigentorschütze gegen die USA, Andrés Escobar, nach der Rückkehr in seine Heimat auf offener Straße erschossen wurde.